# Makivka, Sovietskîi
Makivka (în ucraineană Маківка) este un sat în comuna Pușkine din raionul Sovietskîi, Republica Autonomă Crimeea, Ucraina.

## Demografie
Componența lingvistică a localității Makivka
     Tătară crimeeană (46,78%)
     Rusă (37,97%)
     Ucraineană (14,24%)
     Alte limbi (0,68%)
Conform recensământului din 2001, nu exista o limbă vorbită de majoritatea populației, aceasta fiind compusă din vorbitori de tătară crimeeană (46,78%), rusă (37,97%) și ucraineană (14,24%).